# Фернандо Гаго
Фернандо Рубен Гаго (шп. Fernando Rubén Gago; рођен 10. априла 1986. у Сијудадели, Буенос Ајрес, Аргентина) је аргентински фудбалски тренер и бивши фудбалер, који је актуелни тренер мексичке Гвадалахаре.

## Клупска каријера

### Бока Јуниорс
Гаго је дебитовао за Бока Јуниорс у мечу против Килмеса, 5. децембра 2004. Бока је у том мечу победила са 1:0. Без обзира на то што је имао свега осамнаест година, Гаго је постао део првог тима Боке. Убрзо су за њега почели да се занимају шпански прволигашки клубови, као што су Реал Мадрид и Барселона.

### Реал Мадрид
Фернандо Гаго прешао је из Боке у мадридски Реал за 20 милиона долара. Гаго је уговор потписао 19. децембра 2006, након месец дана преговора, који су завршени тек када се Гаго одрекао својих петнаест процената од износа трансфера у корист Боке Јуниорса. Гаго се у Реалу показао као изузетно способан играч на средини терена, и упоређиван је са аргентинским фудбалским звездама као што су Фернандо Редондо и Хорхе Валдано.
Гаго је за Реал Мадрид дебитовао 7. јануара 2007. године у мечу против Депортива из Ла Коруње, у коме је Реал победио са 2:0. Ово је био обећавајући старт за талентованог Гага, али је на наредних неколико утакмица разочарао својом игром, те је именован заменом за Роналда. Ипак, у мечу против Реалу из Сарагосе је показао изузетан ниво игре. У овом мечу је мадридски Реал победио са 1:0. 20. маја 2007. Гаго је асистирао Роберту Карлосу како би постигао победоносни гол за Реал Мадрид у мечу против Рекреатива. До последњег минута било је 2:2, и реми против Рекреатива претио је да избаци Реал Мадрид из трке за освајање Лиге. Гаго је асистирао Карлосу, који је дао гол, те је Реал победио са 3:2. Реал је касније и освојио Лигу те године. У својој другој сезони у клубу, 2007/08, Гаго је показао да му је ниво игре изузетно висок, те је постао сталан члан првог тима, и био је једна од кључних фигура за освајање друге узастопне титуле првака Шпаније.
На почетку сезоне 2008/09, Гаго је одиграо само два меча услед повреде коју је зарадио у мечу Лиге шампиона против ФК Батеа. Вратио се у тим 27. октобра у мечу против Атлетика из Билбаа. Реал је победио са 3:2, а Гаго и Весли Снајдер су се посебно истакли у том мечу. Ове сезоне је Гаго постигао свој први гол за Реал, и то главом, у мечу против ФК Севиље. Ипак, Реал је тај меч изгубио са 3:4.

## Каријера у репрезентацији
Гаго је по први пут за Аргентину наступио на ФИФА светском првенству за играче испод двадесет година у Холандији. Аргентина је и освојила то такмичење, а Гаго је именован „будућом звездом фудбала“. Ипак, он није био укључен у фудбалску репрезентацију Аргентине за Светско првенство у фудбалу 2006. у Немачкој. Ипак, играо је за Аргентину на Купу Америке 2007, и од тада је сталан члан аргентинског националног тима. На Купу Америке 2007. Аргентина је у финалу изгубила од Бразила.
На Летњим олимпијским играма 2008. у Пекингу, Гаго је, заједно са репрезентацијом Аргентине, освојио златну медаљу.

## Приватан живот
Фернандо Гаго, Лионел Меси и Серхио Агверо били су пријатељи и саиграчи још као деца. 2005. су сва тројица заједно освојили ФИФА првенство за младе, а данас сва тројица играју за шпанске фудбалске клубове — Гаго за Реал Мадрид, Меси за ФК Барселону, а Агверо за Атлетико Мадрид. Гаго је у вези са глумицом Микаелом Васкес од 2006.
Гаго је велики љубитељ ликовне уметности и књижевности. Прва ствар коју је урадио када је дошао у Мадрид била је посета музеју Прадо. Тако је и зарадио свој надимак, Ел Пинтинта (на шпанском језику pintar значи сликати). Када је био дечак, волео је да црта у паузама на тренинзима, а његови саиграчи и тренер су често викали: „Престани да црташ и трчи!".

## Успеси

### Клуб
Бока Јуниорс
- Прва аргентинска дивизија: 2005, 2006, 2015.
- Куп Аргентине: 2015.
- Куп Јужне Америке: 2005.
- Суперкуп Јужне Америке: 2005, 2006.

Реал Мадрид
- Ла Лига: 2006/07, 2007/08.

### Репрезентација
Аргентина
- Светско првенство за играче испод 20 година
  - Златна медаља: 2005.
- Куп Америке
  - Сребрна медаља: 2007.
- Летње олимпијске игре
  - Златна медаља: 2008.